# Игры Юго-Восточной Азии 1983
12-е Игры Юго-Восточной Азии прошли с 28 мая по 6 июня 1983 года в Сингапуре. Изначально планировалось провести 12-е Игры в Брунее, но так как страна в это время готовилась к получению независимости от Великобритании, то было решено перенести Игры в Сингапур.

## Виды спорта
- Бадминтон
- Баскетбол
- Бокс
- Боулинг
- Водные виды спорта
- Волейбол
- Дзюдо
- Конный спорт
- Лёгкая атлетика
- Настольный теннис
- Парусный спорт
- Сепак такро
- Стрельба
- Стрельба из лука
- Теннис
- Тяжёлая атлетика
- Футбол
- Хоккей на траве

## Итоги Игр
| Место | Страна                       | Золото | Серебро | Бронза | Всего |
| ----- | ---------------------------- | ------ | ------- | ------ | ----- |
| 1.    | Индонезия                    | 64     | 67      | 54     | 185   |
| 2.    | Филиппины                    | 49     | 48      | 53     | 150   |
| 3.    | Таиланд                      | 49     | 40      | 38     | 127   |
| 4.    | Сингапур                     | 38     | 38      | 58     | 134   |
| 5.    | Бирма                        | 18     | 15      | 17     | 50    |
| 6.    | Малайзия                     | 16     | 25      | 40     | 81    |
| 7.    | Бруней                       | 0      | 0       | 5      | 5     |
| 8.    | Народная Республика Кампучия | 0      | 0       | 0      | 0     |